# 太安镇 (宜君县)
太安镇，是中华人民共和国陕西省铜川市宜君县下辖的一个乡镇级行政单位。
2015年，陕西省民政厅批复同意将太安镇金牛村划归哭泉镇。

## 行政区划
太安镇下辖以下地区：
高楼洼村、朗二井村、焦寨村、艾蒿洼村、犁树坪村、马坊村、马场村、景丰村、石楼村、刘家河村、焦坪村、寺坪村、高庙村、石管子村、东丰村、南塔村、榆树湾村和范寺村。